# Вихватинці
Вихватинці (рос. Выхватинцы; рум. Ofatinți) — село в Рибницькому районі в Молдові (Придністров'ї).
Згідно з переписом населення 2004 року кількість українців — 5,4 %.

## Історія
Поблизу села в 1946 році в гроті були відкриті залишки палеолітичної стоянки пізньоашельського періоду. Знайдені знаряддя, кістки мамонта, печерного ведмедя тощо. Неподалік від стоянки розкопаний пізньотрипільський безкурганний могильник. В захороненнях знайдені вироби з кременя, кістки та міді, кераміка (в тому числі й розписна), глиняні і кістяні жіночі фігурки.

## Уродженці
У Вихватинцях народився російський композитор і диригент єврейського походження, засновник Санкт-Петербурзької консерваторії Антон Рубінштейн.